# Mattia Bianchi
Mattia Bianchi, född 2 april 1984 i Lugano, Schweiz – är en schweizisk före detta professionell ishockeyspelare som spelade som forward för bl.a.  HC Ambrì-Piotta och HC Lugano med vilka han vann Nationalliga A vid två tillfällen: 2003 och 2006.